# Pisztricgomba
A pisztricgomba (Polyporus squamosus), vagy más néven bagolygomba az Agaricomycetes osztályának taplóalkatúak (Polyporales) rendjébe, ezen belül a likacsosgombafélék (Polyporaceae) családjába tartozó, fán élő faj; termőrétege likacsos, kalapja sárgás színű, amelyet barna pikkelyek borítanak. Ez a faj csak nagyon fiatalon gyűjthető, mert húsa később szívóssá válik. Gyakran szárítják és őrlik, így tartósítják.

## Megjelenése
Tavasztól őszig, élő fák törzsén, leggyakrabban diófán és juharfán terem. Ehető, rántva csirkehúsra emlékeztet az íze. Faparazita: a fát, amelyen megjelenik, néhány év alatt elpusztítja.
Taplószerűen, nagy telepekben terem, nyéllel ízesül ahhoz. A fiatal példányok alapszíne krémszín, az idősebbeké rozsdasárga, barna pikkelyekkel, amelyek távolról foltoknak tűnnek a gomba kalapján. A gomba kalapja akár félméteresre is megnőhet.
A fiatal példányok húsa szeletelve sajtszerű, az idősebbeké ezzel szemben a bőrre emlékeztet. Fiatalon kellemes lisztszagú, az érettebbek azonban kellemetlen szagot árasztanak.

### Kalap
Átmérője 10–60 cm, vastagsága 4 cm is lehet, kerekded, félkör alakú, széle elvékonyodó, begörbülő. Színe halvány krémszínű, a felületéről csak ritkán hiányoznak a láng vagy háromszög alakú, barnás pikkelyek, melyek körkörösen helyezkednek el. A kalap a tönkhöz többnyire bemélyedéssel kapcsolódik. A pórusfelület fiatal korban fehér, majd sárga, idősebb korban vörösesbarna, de akár barnásszürke is lehet. A pórusok szögletesek, szabálytalanok, mélyen a tönkig lefutók, méretük nagy, 1–3 mm x 0,5-1,5 mm.

### Tönk
Bársonyos bevonattal borított, barna, vagy feketésbarna, általában a kalap színével egyező színű, rövid 3–8 cm x 2–5 cm nagyságú.

### Hús
Fehéres, vagy krémszínű, 1–3 cm vastag. A csövek rövidek, legfeljebb 5 mm nagyságúak. Színük a pórusfelülettel egyező, faluk száradva hasadozó, fogassá váló.

## Galéria
|  |  |